# Maryam Nawaz Sharif

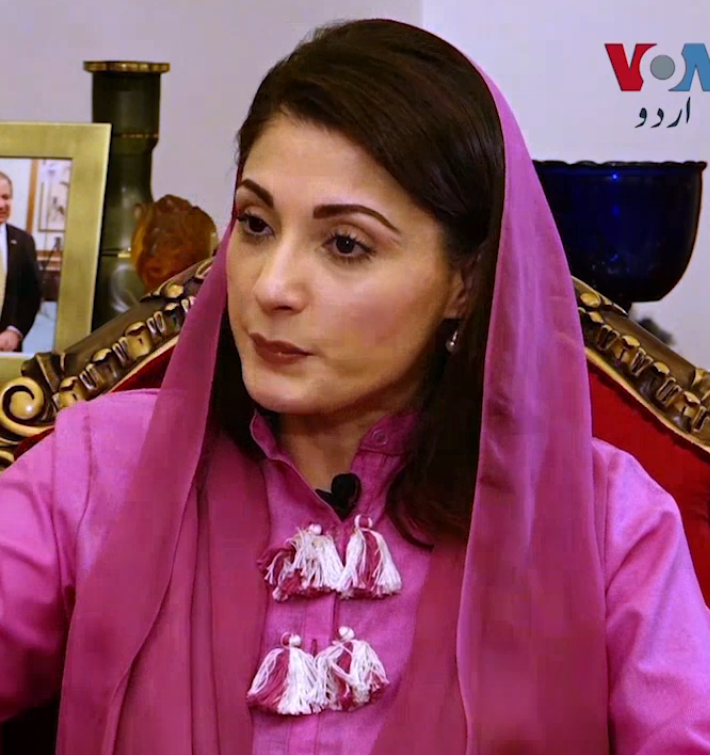
Maryam Nawaz Sharif, 2019

Maryam Nawaz Sharif (* 28. Oktober 1973 in Lahore), auch bekannt unter ihrem Ehenamen Maryam Safdar, ist eine pakistanische Politikerin. Sie ist die Tochter des dreimaligen Ministerpräsidenten von Pakistan Nawaz Sharif.

## Leben
Maryam Sharif wurde am 28. Oktober 1973 in Lahore als Tochter von Nawaz Sharif und Kalsoom Nawaz geboren. Sie ging in Lahore zur Schule. Ihren ursprünglichen Wunsch, Medizin zu studieren, musste sie wegen Unregelmäßigkeiten in der Bewerbung aufgeben und sie verließ das College ohne Abschluss. Stattdessen erwarb sie einen M.Sc. in Literatur der Universität Punjab.
Maryam Safdar besaß nach geleakten Informationen der Panama Papers die Briefkastenfirmen Nielsen Enterprises Limited und Nescoll Limited auf den Britischen Jungferninseln. Eine der beiden Firmen wurde 1993 gegründet, in dem Jahr, in dem die erste Amtszeit ihres Vaters Nawaz Sharif als pakistanischer Premierminister endete, die zweite ein Jahr danach. Die Firmen besaßen jeweils ein Grundstück in London in der Park Lane, in der Nähe des Hyde Parks im Zentrum Londons.
Im Rahmen der Ermittlungen legte sie dem Gericht gefälschte Dokumente vor. Sie wurde 2018  wegen „Begünstigung eines Verbrechens“ zu sieben Jahren Haft verurteilt und einem zusätzlichen Jahr wegen Nicht-Kooperation mit dem Gericht. Außerdem zu einer Geldstrafe von umgerechnet 9 Millionen Euro. Die Verurteilung wurde 2022 von einem höheren Gericht aufgehoben, nachdem Zweifel an der Fairness der Korruptionsprozesse aufgekommen waren.
Im Februar 2024 wurde sie als erste Frau zur Regierungschefin (Chief Minister) der Provinz Punjab gewählt.